# José Alvalade
José Alfredo Holtreman Roquette, né le 10 octobre 1885 et mort le 19 octobre 1918, dit José Alvalade, est l'un des fondateurs et premier membre du Sporting Clube de Portugal (Sporting CP ou Sporting Portugal) au début du XXe siècle, fondé avec les frères Stromp (Francisco et António), Henrique de Almeida Leite Junior, le Gavazzo frères et autres. Son grand-père, Alfredo Augusto das Neves Holtreman, vicomte d'Alvalade, avocat dans la capitale portugaise, joue un rôle de bienfaiteur dans le processus de fondation du club multisports en faisant don d'argent et de terrain au nouveau club, et en assume la présidence en tant que premier président,. Plus tard, José Alvalade devient le troisième président du Sporting de 1910 à 1912,,.

## Biographie
Il nait dans l'aristocratie, ses parents sont António Ferreira Roquette, neveu paternel du 1er baron de Salvaterra de Magos, et sa femme Josefina Libânia Garin Holtreman, originaire de Lisbonne, décédée lorsque José Alfredo Holtreman Roquette, qui serait largement connu sous le nom de José Alvalade, est encore un enfant. Son grand-père maternel est Alfredo Augusto das Neves Holtreman, 1er vicomte d'Alvalade, un riche propriétaire terrien et avocat établi à Lisbonne qui travaillait pour la maison royale portugaise à ce titre,. Intéressé par le sport dès son plus jeune âge, José Alfredo Holtreman Roquette fait partie d'une association sportive de Campo Grande appelée Campo Grande Football Club. Malgré son nom, le Campo Grande Football Club est particulièrement actif dans l'organisation de fêtes, de pique-niques et d'événements de danse sociale plutôt que d'événements sportifs, et cet état de fait a fait que José Alvalade est devenu insatisfait du club. Il étudie la médecine à la Harvard Medical School pendant 3 ans, abandonnant ses études et renonçant finalement à une carrière en médecine, car il dit qu'il est trop sensible pour gérer la souffrance et la douleur, ainsi que le sang,,.

## Sporting CP
En avril 1906, José Alvalade exprime l'intention de former un nouveau club, avec le soutien de plusieurs membres du Campo Grande Football Club et l'aide financière de son grand-père, le vicomte d'Alvalade, qui supervise la création du nouveau club et mit à disposition les terrains pour la construction du stade de  Quinta das Mouras, qui couvre les zones actuelles de Lumiar, Campo Grande et Alvalade à Lisbonne. Avec le soutien financier et logistique du vicomte d'Alvalade, qui en est le premier président, le Sporting CP est fondé le 1er juillet 1906, après deux mois durant lesquels le projet de club sportif nouvellement créé est temporairement appelé Campo Grande Sporting Club au lieu de son nom officiel définitif de Sporting Clube de Portugal. José Alvalade, fondateur du club, qui s'est distingué par le soutien matériel crucial de sa riche famille, est le premier membre du club, en tant que vice-président et directeur des sports. Il est également joueur de football, de cricket et de tennis. En juin 1910, il est nommé président, le troisième président du club jusqu'alors, poste qu'il occupe jusqu'en novembre 1912. Deux ans plus tard, il quitte l'institution en raison de désaccords avec les membres du conseil d'administration,,.

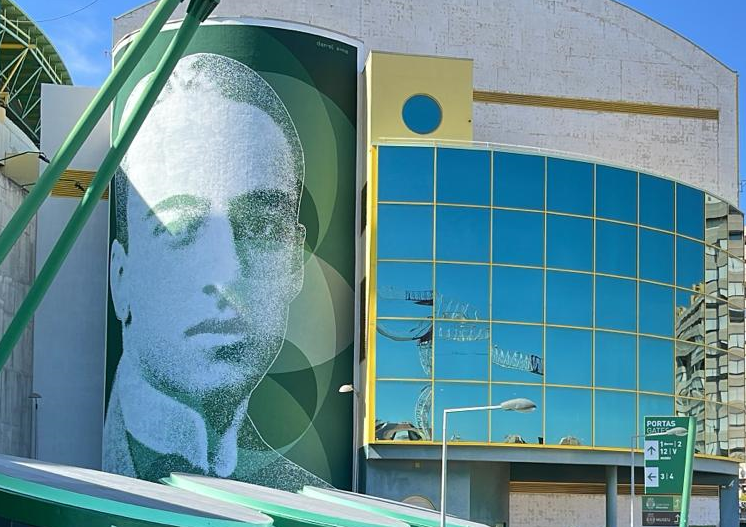
Nouvelle image de José Alvalade au Estádio José Alvalade à Lisbonne, Portugal, lors de l'exécution des travaux de rénovation du bâtiment en 2023

Lors de sa fondation, José Alvalade a le désir de faire du Sporting un « grand club, aussi grand que les plus grands d'Europe ». Guidés par l'aspiration à ouvrir la voie au sport au Portugal, alors qu'il est encore à un stade embryonnaire de développement et avec des caractéristiques très élitistes, les premiers « sportinguistas » (supporters du Sporting CP) fondèrent le Sporting Clube de Portugal en poursuivant les idéaux d'« Effort, Dévouement, Dévotion et Gloire »,.
José Alvalade décède à l'âge de 33 ans, le 19 octobre 1918, victime de l'épidémie pneumonique,.

## Postérité
En 1947, après une assemblée générale du Sporting CP, il est décidé que le stade devrait adopter son nom actuel, Estádio José Alvalade, en son honneur, un nom qui est maintenu par imposition statutaire (conformément à l'article 4(2) des statuts du Sporting Clube de Portugal) dans les stades du Sporting CP inaugurés le 10 juin 1956 et le 6 août 2003 .